# 波倫貝尼鄉 (哈爾吉塔縣)
46°16′N 25°8′E / 46.267°N 25.133°E
波倫貝尼鄉（羅馬尼亞語：Comuna Porumbeni, Harghita），是羅馬尼亞的鄉份，位於該國中部，由哈爾吉塔縣負責管轄，面積37平方公里，海拔高度437米，2007年人口1,778，人口密度每平方公里47人。